# Ingrid Auerswald
Ingrid Auerswald (dekliški priimek Brestrich, poročena Auerswald), nemška atletinja, * 2. september 1957, Jena, Vzhodna Nemčija.
Nastopila je na poletnih olimpijskih igrah v letih 1980 in 1988, leta 1980 je osvojila naslov olimpijske prvakinje v štafeti 4x100 m in srebrno medaljo v teku na 100 m, leta 1988 pa bronasto medaljo v štafeti 4x100 m. V slednji disciplini je osvojila še naslova svetovne prvakinje leta 1983 in evropske prvakinje leta 1986. Med letoma 1979 in 1985 je z vzhodnonemško reprezentanco sedemkrat postavila svetovni rekord v štafeti 4 x 100 m, tudi ob olimpijski zmagi.